# Campeonato Europeo de Waterpolo Femenino de 2008
El XII Campeonato Europeo de Waterpolo Femenino se celebró en Málaga (España) entre el 3 y el 13 de julio de 2008. El evento fue organizado por la Liga Europea de Natación (LEN) y la Real Federación Española de Natación.
Los partidos de efectuaron en el Centro Acuático de Málaga. Participan en total 8 selecciones nacionales divididas en 2 grupos. La mascota del evento, llamada goterón, es una gota de agua con bañador, un balón y un gorro de waterpolo con la frase MÁLAGA 08.

## Grupos
| Grupo A      | Grupo B |
| ------------ | ------- |
| Rusia        | Italia  |
| España       | Hungría |
| Países Bajos | Grecia  |
| Alemania     | Francia |

## Fase preliminar
El primer equipo de cada grupo pasa directamente a la semifinal. Los equipos clasificados en segundo y tercer puesto tienen que disputar primero los cuartos de final. 

### Grupo A
| Equipo       | J | G | E | P | GF | GC | DG  | PTS |
| ------------ | - | - | - | - | -- | -- | --- | --- |
| España       | 3 | 2 | 1 | 0 | 33 | 26 | +7  | 7   |
| Rusia        | 3 | 2 | 0 | 1 | 34 | 27 | +7  | 6   |
| Países Bajos | 3 | 1 | 1 | 1 | 26 | 24 | +2  | 4   |
| Alemania     | 3 | 0 | 0 | 3 | 23 | 39 | -16 | 0   |

- Resultados

| Fecha | Hora¹ | Partido      | Partido | Partido  | Resultado |
| ----- | ----- | ------------ | ------- | -------- | --------- |
| 05.07 | 13:30 | España       | -       | Rusia    | 10-9      |
| 05.07 | 15:00 | Países Bajos | -       | Alemania | 9-6       |
| 06.07 | 13:30 | Países Bajos | -       | España   | 10-10     |
| 06.07 | 15:00 | Alemania     | -       | Rusia    | 10-17     |
| 07.07 | 12:00 | Países Bajos | -       | Rusia    | 7-8       |
| 07.07 | 13:30 | España       | -       | Alemania | 13-7      |

- (¹) -  Hora local de Málaga (UTC+2, CEST)

### Grupo B
| Equipo  | J | G | E | P | GF | GC | DG  | PTS |
| ------- | - | - | - | - | -- | -- | --- | --- |
| Italia  | 3 | 2 | 1 | 0 | 32 | 16 | +16 | 7   |
| Hungría | 3 | 1 | 2 | 0 | 21 | 16 | +5  | 5   |
| Grecia  | 3 | 1 | 1 | 1 | 31 | 19 | +12 | 4   |
| Francia | 3 | 0 | 0 | 3 | 10 | 43 | -33 | 0   |

- Resultados

| Fecha | Hora¹ | Partido | Partido | Partido | Resultado |
| ----- | ----- | ------- | ------- | ------- | --------- |
| 05.07 | 12:00 | Italia  | -       | Hungría | 4-4       |
| 05.07 | 16:30 | Grecia  | -       | Francia | 15-2      |
| 06.07 | 12:00 | Italia  | -       | Grecia  | 10-9      |
| 06.07 | 16:30 | Hungría | -       | Francia | 10-5      |
| 07.07 | 15:00 | Francia | -       | Italia  | 3-18      |
| 07.07 | 16:30 | Grecia  | -       | Hungría | 7-7       |

- (¹) -  Hora local de Málaga (UTC+2, CEST)

## Fase final
|  | Cuartos final | Cuartos final | Cuartos final |        |   | Semifinales | Semifinales  | Semifinales  |              |        | Final   | Final   | Final |  |
|  |               |               |               |        |   |             |              |              |              |        |         |         |       |  |
|  |               |               |               |        |   |             |              |              |              |        |         |         |       |  |
|  |               |               |               |        |   |             |              |              |              |        |         |         |       |  |
|  |               |               |               |        |   |             |              |              |              |        |         |         |       |  |
|  |               |               |               |        |   |             |              |              |              |        |         |         |       |  |
|  |               | Rusia         | Rusia         | 8      |   |             |              |              |              |        |         |         |       |  |
|  |               |               |               | 8      |   |             |              |              |              |        |         |         |       |  |
|  |               |               | Italia        | Italia | 5 |             |              |              |              |        |         |         |       |  |
|  | Rusia         | Rusia         | Italia        | Italia | 5 | 9           |              |              |              |        |         |         |       |  |
|  | Rusia         | Rusia         |               |        |   |             |              |              |              |        |         |         |       |  |
|  | Grecia        | Grecia        | 7             |        |   |             |              |              |              |        |         |         |       |  |
|  | Grecia        | Grecia        | 7             |        |   |             |              |              |              | Rusia  | Rusia   | 9       |       |  |
|  |               |               |               |        |   |             |              |              |              | Rusia  | Rusia   | 9       |       |  |
|  |               |               | España        | España | 8 |             |              |              |              |        |         |         |       |  |
|  |               |               | España        | España | 8 |             |              |              |              |        |         |         |       |  |
|  |               |               |               |        |   |             |              |              |              |        |         |         |       |  |
|  |               |               |               |        |   |             |              |              |              |        |         |         |       |  |
|  |               | Hungría       | Hungría       | 7      |   |             | Tercer lugar | Tercer lugar | Tercer lugar |        |         |         |       |  |
|  |               |               |               | 7      |   |             | Tercer lugar | Tercer lugar | Tercer lugar |        |         |         |       |  |
|  |               |               | España        | España | 8 |             |              |              |              |        |         |         |       |  |
|  | Países Bajos  | Países Bajos  | España        | España | 8 | 7           |              |              | Italia       | Italia | 6       |         |       |  |
|  | Países Bajos  | Países Bajos  |               |        |   |             |              |              | Italia       | Italia | 6       |         |       |  |
|  | Hungría       | Hungría       | 9             |        |   |             |              |              |              |        | Hungría | Hungría | 9     |  |
|  | Hungría       | Hungría       | 9             |        |   |             |              |              |              |        | Hungría | Hungría | 9     |  |
|  |               |               |               |        |   |             |              |              |              |        |         |         |       |  |

### Cuartos de final
| Fecha | Hora¹ | Partido      | Partido | Partido | Resultado |
| ----- | ----- | ------------ | ------- | ------- | --------- |
| 08.07 | 13:30 | Rusia        | -       | Grecia  | 9-7       |
| 08.07 | 15:00 | Países Bajos | -       | Hungría | 7-9       |

### Semifinales
| Fecha | Hora¹ | Partido | Partido | Partido | Resultado |
| ----- | ----- | ------- | ------- | ------- | --------- |
| 10.07 | 19:30 | Hungría | -       | España  | 7-8       |
| 10.07 | 21:00 | Rusia   | -       | Italia  | 8-5       |

- (¹) -  Hora local de Málaga (UTC+2, CEST)

### Tercer lugar
| Fecha | Hora¹ | Partido | Partido | Partido | Resultado |
| ----- | ----- | ------- | ------- | ------- | --------- |
| 12.07 | 19:30 | Hungría | -       | Italia  | 9-6       |

### Final
| Fecha | Hora¹ | Partido | Partido | Partido | Resultado |
| ----- | ----- | ------- | ------- | ------- | --------- |
| 12.07 | 21:00 | España  | -       | Rusia   | 8-9       |

- (¹) -  Hora local de Málaga (UTC+2, CEST)

## Medallero
|       |        |         |
| Rusia | España | Hungría |

## Estadísticas

### Clasificación general
| 1. Rusia        |
| 2. España       |
| 3. Hungría      |
| 4. Italia       |
| 5. Países Bajos |
| 6. Grecia       |
| 7. Alemania     |
| 8. Francia      |

- Datos: Q262405